# Geovanny Vicente Romero
Geovanny Vicente Romero (n. 21 august 1986, Padre Las Casas⁠(d), Azua Province⁠(d), Republica Dominicană) este un strateg politic dominican, avocat, cronicar, consultant internațional și profesor universitar. Este specializat în politici publice și administrație publică și are câțiva ani de experiență în sectorul public, universitari și jurnalism. El scrie o rubrică săptămânală pentru CNN ca analist politic.

## Tinerete si educatie
Geovanny Antonio Vicente Romero s-a născut în Padre Las Casas (Azua) în 1986 într-o familie de avocați. Tatăl său, Marino Vicente Rosado lucrează ca judecător de peste 20 de ani (și el este încă în funcție), iar mama sa, Digna Romero este și avocat, care a servit ca judecător interimar. Și-a petrecut anii de copilărie și universitate în Republica Dominicană, iar după aceea a petrecut câțiva ani lucrând acolo. Geovanny Vicente s-a mutat în SUA în 2013 și lucrează acolo de atunci. Vicente Romero deține o diplomă de licență în drept și politici publice de la Universidad Autónoma de Santo Domingo (2009). A obținut un master în criminologie și închisori (2011) de la Universitatea din Murcia , în Spania. A mers la Universitatea George Washington pentru a obține un masterat în comunicare politică și guvernare strategică de la Școala de management politic.

## Carieră
În calitate de analist politic, Geovanny apare în mod regulat în principalele știri internaționale, inclusiv CNN, The Washington Post,  Washington Examiner, Newsweek, HuffPost, The Jerusalem Post, BBC World Business Report, Infobae și Mundo Hispánico, atât în spaniolă, cât și în engleză, despre Statele Unite, America Latină și Europa. De asemenea, Vicente Romero scrie o rubrică în CNN, Infobae , El Diario La Prensa , La Opinión , El Nuevo Día , La Prensa Gráfica și El Telégrafo . A fost un scriitor important pentru Banca Inter-Americană de Dezvoltare (BID) și agenții internaționale de știri precum El Universal din Mexic, printre altele. A lucrat pentru Ministerul Administrației Publice din Republica Dominicană ca analist de politici publice, urmând să devină director interimar al funcției publice dominicane timp de câteva luni. De asemenea, Vicente Romero a predat două clase de drept pe semestru la Universitatea Centrală din Este timp de 5 ani. El este fondatorul Centrului pentru Politici Publice, Dezvoltare și Leadership din Republica Dominicană (CPDL-RD) și beneficiarul Premiului Provincial pentru Tineret al Republicii Dominicane în Leadership Profesional acordat de Președinția Dominicană și Ministerul Tineretului. Romero a primit, de asemenea, bursa Robert E. Lesher acordată de Carlos Rosario International Public Charter School , în Washington, DC, în 2017. 

## Democrație și alegeri
Geovanny a lucrat în parteneriat cu Universitatea din New York prin seria DC Dialogues, o inițiativă academică care abordează subiecte precum dezvoltarea, afacerile, guvernanța și democrația. În timpul acestor discuții, Geovanny a moderat dialogurile cu secretarul general al Organizației Statelor Americane Luis Almagro; președintele Republicii Dominicane, Luis Abinader; vicepreședintele El Salvador Felix Ulloa; directorul Centrului Internațional Woodrow Wilson pentru Programul Academicilor din America Latină, Dr. Cynthia J. Arnson; directorul National Endowment for Democracy pentru America Latină. și Caraibe Miriam Kornblith;  președintele Dialogului Interamerican Michael Shifter; primarul Puerto Rico María Meléndez, printre altele. Vicente Romero a lucrat ca observator al alegerilor internaționale. El a fost unul dintre observatori în timpul lansării primului eșantion de monitorizare a alegerilor din Statele Unite, Observe DC, o inițiativă a Universității Georgetown care a apărut în timpul alegerilor de la jumătatea perioadei din 2018. A observat alegeri în Statele Unite, El Salvador, Republica Dominicană, printre alte țări. În februarie 2019, a observat alegerile prezidențiale din El Salvador prin misiunea de observare electorală a Organizației Statelor Americane. 

## Publicații
Geovanny Vicente Romero este coautor al mai multor cărți despre comunicare politică, guvernare și democrație. 
- Vicente Romero, Geovanny. Dând înapoi când cei mai nevoiași. În LJ Pentón Herrera & ET Trịnh (Eds.), Critical Storytelling: Multilingual Immigrants in the United States. Sense Publishers. 2020. ISBN  978-90-04-44618-2.[45]
- Vicente Romero, Geovanny. Caso República Dominicana. Universo COMPOL: Universul Comunicării Politice (1ª ediție). Buenos Aires - Editorial EPYCA. 2020. ISBN  978-987-86-4728-9 . Nadia Brizuela. Munca colectivă.

Vicente Romero lucrează în prezent la două cărți; una despre viitorul politic și economic al regiunii din America Centrală, iar cealaltă despre miturile și realitățile visului american din punctul de vedere al latinilor din SUA.  

## Premii și realizări
- Numit un erou al comunității sale pe lista „COVID-19 Hispanic Heroes” (2020) a El Tiempo Latino , ziarul în limba spaniolă cu cea mai mare difuzare în zona DMV (Washington, DC, Maryland și Virginia). Printre alți lideri de pe această listă se numără Muriel Bowser, primarul orașului Washington DC. Această recunoaștere a fost acordată în timpul „lunii patrimoniului hispanic” care se sărbătorește în Statele Unite, din septembrie până în octombrie.[46]
- Premiul național pentru tineret acordat de președinția dominicană pentru excelență profesională: 2020[47]
- Onorat cu titlul de „Hijo Adoptivo de la Ciudad de Azua” (Fiul adoptat al orașului Azua) de către Consiliul său municipal și primarul Rafael Hidalgo.[48]
- Recunoscut pentru contribuțiile sale la municipalitățile din Republica Dominicană de către Federația Dominicană a Municipalităților (FEDOMU).[49]
- Selectat drept unul dintre cei mai influenți profesioniști politici din 2018 de revista Washington COMPOL.[50]
- Destinatarul bursei Robert E. Lesher / Carlos Rosario în 2017.[51]
- Global Language Network Teaching Fellow în 2015 și 2016.[52]
- Desemnat unul dintre cei mai importanți profesioniști tineri dominicani de către Ministerul Tineretului în 2015.